# タガンカ劇場
タガンカ劇場（Театр на Таганке、Taganka Theatre） は、ロシアのモスクワにある劇場。正式名称、タガンカ・モスクワ・ドラマ・コメディ劇場（Mосковский театр драмы и комедии на Таганке、Moskovskii teatr dramy i komedii na Taganke）。

## 沿革
1964年に演出家のユーリー・リュビーモフ Yuri Lyubimovを中心に、ヴァフタンゴフ Yevgeny Vakhtangov劇場付属演劇大学の出身である若手俳優たちによって創設された。ベルトルト・ブレヒトの「壮大な劇場」Epic theater論の可能性も探った演劇運動でもある。
リュビーモフの下、タガンカ劇場はモスクワ随一の劇場に成長していった。さらにヴラジーミル・ヴィソツキーやアーラ・デミドワ Alla Demidovaなどの名優達が劇場に置いて牽引役となった他、一座には、ヴァレリー・ゾロツーヒン Valery Zolotukhin、ヴェニアミン・スメホフ Veniamin Smekhov、レオニード・フィラートフ Leonid Filatov、ニコライ・エルドマン Nikolai Erdman（1920年代、フセヴォロド・メイエルホリドの下で活動）が参加した。
タガンカ劇場は、辛辣な現実批判をテーマとしたリュビーモフの演出から、ソビエト当局と先鋭な対立が絶えなかった。リュビーモフは、ソ連市民権を剥奪され、1984年国外追放され西側に亡命を余儀なくされた。
リュビーモフの追放後、舞台監督に就任したアナトリー・エフロス Anatoly Efrosは、劇場の所属俳優から白眼視され、罵倒された上、演出をボイコットされた。エフロスの死後、またぞろ、当局に忠実な人物であったニコライ・グベンコが舞台監督に就任した。しかし、ペレストロイカの進展により、1989年リュビーモフが帰国し、劇場に復帰した。グベンコは、一部の俳優とともに「タガンカ俳優協同組合」を結成し、離脱を余儀なくされた。

## 日本語文献
- アレクサンドル・ゲルシコヴィチ『リュビーモフのタガンカ劇場』（中本信幸訳、リブロポート、1990年）
- 堀江新二『したたかなロシア演劇　タガンカ劇場と現代ロシア演劇』（世界思想社、1999年）